# 埃姆娜·米祖尼

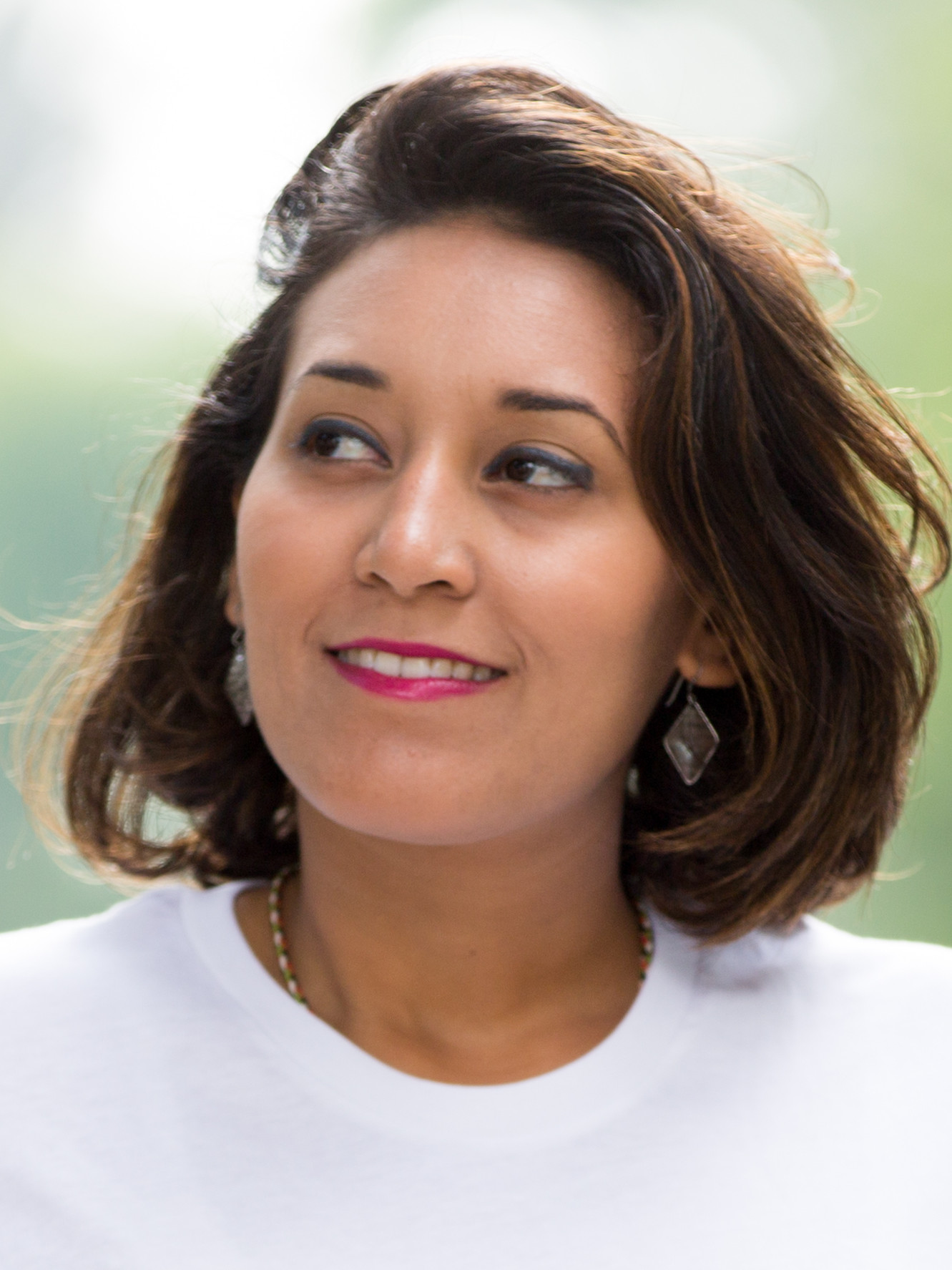
艾穆娜·米祖尼

艾穆娜·米祖尼（英語：Emna Mizouni）是一位突尼斯网络活动家，自由工作记者，通信专家和商业主管。她是Access Now全球董事会成员。2013年3月，米苏尼与另一人共同创立了迦太基组织。2019年8月在维基媒体国际会议上，她被评为2019年年度维基人。

## 生平
艾穆娜·米祖尼在突尼斯首都突尼斯长大，2006年被巴爾杜的学校录取。 然后她进入突尼斯高等商业学院（École Supérieure de Commerce，ESCT）学习，在那里她先于2009年毕业于商业管理与实践应用专业，然后于2011年取得市场营销、商务谈判和通信专业的硕士学位。学业结束后，她从事市场营销工作，同时也是一名记者和电台节目主持人。 2012年6月，她被任命为英国文化协会的市场和传播官员。2018年，她的著作《评价传播和新媒体的策略》（Evaluation de la stratégie de communication d'un nouveau media，ISBN 978-3-639-50786-7）出版。
阿拉伯之春之后，米祖尼开始意识到，人们对她的国家的历史和文化缺乏了解。因此，她和另一人联合创立了迦太基（Carthagina，名字取自迦太基），该组织旨在推广突尼斯的文化遗产。这是一个非政府组织，目的是在国内外提高人们对突尼斯文化遗产的认识。
在帮助筹备突尼斯会议之后，她于2019年7月被任命为Access Now全球董事会成员，后者是一个致力于网络中立性的国际非营利人权组织。
2019年8月，在斯德哥尔摩举行的维基媒体国际会议上，她被评为2019年年度维基人，为了表彰她在全球维基媒体运动中，特别是在阿拉伯和非洲社区中所发挥的鼓舞人心的领导作用，以及她在提高人们对突尼斯悠久历史和文化的认识方面所做的不懈努力。